# Сербская эпическая народная поэзия

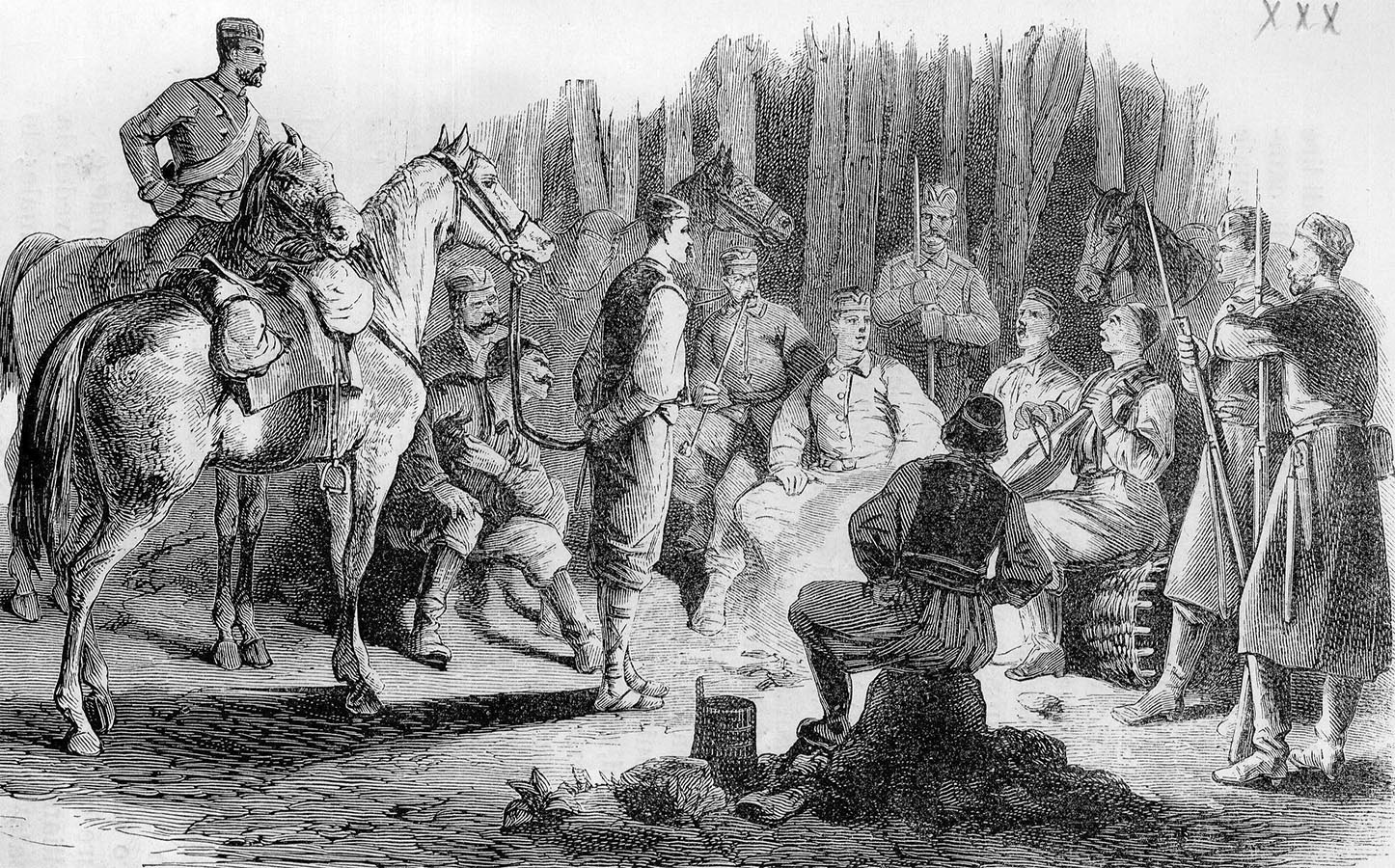
Гусляр поет о смерти Лазаря, в лагере в Яворе, во время Сербско-турецкой войны (1876—1878).

Сербская эпическая народная поэзия (Сербская эпическая народная песня; серб. Српске епске народне песме) — это форма эпической поэзии (песен), созданная сербами, происходящими из сегодняшней Сербии, Боснии и Герцеговины, Хорватии, Северной Македонии и Черногории. Основные циклы были созданы неизвестными сербскими авторами между XIV и XIX веками. Они в значительной степени связаны с историческими событиями и личностями. Поэмы обычно читаются речитативом в сопровождении гусле.
Сербская эпическая народная поэзия способствовала развитию сербского национального самосознания. Циклы стихов о Марко Кралевиче, гайдуках и ускоках вдохновляли сербов, на восстановление свободы и их героического прошлого. Гайдуки рассматриваются как неотъемлемая часть национальной идентичности; в рассказах гайдуки были героями: они играли роль сербской элиты во время правления Османской империи, защищали сербов от османского гнёта, готовились к национальному освобождению и способствовали Сербской революции.

## История
Самая ранняя запись сербской эпической поэмы — это фрагмент песни бугарштицы 1497 года о пленении Яноша Хуньяди Георгием Бранковичем. Известно, что сербы пели на гусле в период Османской империи. Известные сербские исполнители играли при польских королевских дворах в XVI и XVII веках, и позже на Украине и в Венгрии. Венгерский историк Себастьян Тиноди писал в 1554 году, что «здесь в Венгрии много игроков на гусле, но никого нет лучше в сербском стиле, чем Димитрие Караман». Он описал выступление Карамана перед турецким лордом Улуманом в 1551 году в Липове: гусляр держал гусле между колен, его исполнение было необычайно эмоциональным с печальным выражением лица. Историк и поэт Матейя Стрыйковский (1547—1582) включил в свою хронику 1582 года эпические стихи сербов, в которых говорится о героической борьбе их предков с турками.
В 20-х годах XVIII века на Военной границе неизвестным собирателем был составлен сборник сербского, боснийского и хорватского фольклора, известный как Эрлангенская рукопись и являющийся самым важным собранием балканских песен до выхода книг Вука Караджича.  
В 1824 году Вук Караджич направил копию своей коллекции народных песен Якобу Гримму, который был особенно в восторге от «Здания Скадара». Гримм перевёл его на немецкий, и охарактеризовал как «одно из самых трогательных стихотворений всех времён и народов».
Большинство эпических стихов посвящены эпохе османского гнёта и борьбе за освобождение от него. Благодаря усилиям этнографа Вука Караджича, многие из этих эпосов были собраны и опубликованы в книгах в первой половине и в середине XIX века. Караджич записал эти поэмы «из уст народа». Сербская поэзия была благосклонно принята в Европе, поскольку сборники стихов вышли в самый расцвет периода романтизма. Якоб Гримм начал изучать сербский, чтобы читать стихи в оригинале. Он написал подробный анализ каждого нового сборника сербских эпических стихов. Он называл их равными песни песней, как и Гёте несколько позже. Благодаря Якобу Гримму и словенцу Йернеру Копитару, сербская народная литература нашла своё место в мировой литературе.

## Циклы
Сербская эпическая поэзия поделена на циклы:
- Неисторический цикл (серб. Неисторијски циклус) — стихи о славянской мифологии, в частности про драконов и нимф
- Докосовский цикл (серб. Преткосовски циклус) — стихи о событиях, которые предшествовали битве на Косовом поле (1389)
- Косовский цикл (серб. Косовски циклус) — стихи о событиях, которые произошли непосредственно перед и после битвы на Косовом поле
- Цикл Кралевича Марко (серб. циклус Краљевића Марка)
- Посткосовский цикл (серб. Покосовски циклус) — стихи про события после битвы
- Цикл гайдуков и ускоков (серб. Хајдучке и ускочке песме) — стихи про разбойников и мятежников
- Стихи об освобождении Сербии и Черногории (серб. Песме о ослобођењу Србије и Црне Горе) — стихи о 19-го века боях против османов

Стихи описывают исторические события с разной степенью достоверности.

## Характеристика
Эпические песни состоят почти исключительно из десятисложных стихов с цезурой после 4-го слога; при этом стих может состоять или из пяти правильных трохеев, или же оба рядом стоящие и стопу образующие слога (или каждый из них) могут быть то короткими, то долгими. В последнем случае прозаическое чтение стиха не соответствует его скандовке, при которой певец не обращает внимания на естественную долготу слога, а произносит его сообразно с местом, занимаемым им в стопе. Рифма (в широком смысле, включая сюда и аллитерацию и т. д.) в сербских народных песнях не является непременным требованием, но случаи созвучия встречаются очень часто, как и в русских народных песнях. Эти созвучия попадаются и в одном и том же стихе, когда сопоставляются слова одного корня, например:

Нека зове и призивље;

Да се бијем и пребијам;

Не има лица без облика… и т. д.

При этом часто получается игра слов:

Поломље га поломило;

Љубичица љуби мене;

Грличица грли мене… и т. д.

Встречаются рифмы и в собственном смысле, соединяющие два рядом стоящих стиха:

Можемо ли с Турци бoјaк бити?

Можемо ли Турке придобити?

или разделяющие стих на две половины:

«То му рече, уз кулу утече…»

«Кажи право, тако био здраво…»

или, наконец, в стихе рядом стоят два слова с созвучными окончаниями:

«Дај ми Боже од Дрине ведрине…»

«Док доћера цара до дувара…»

Из фигур чаще других встречаются вопрошение, восклицание, сравнение, и в особенности повторение, например:

«Поранио Краљевићу Марко

Поранио низ Косово равно».

Как и в русских народных песнях, в сербских встречается большое обилие эпитетов; Мили Боже, чуда великога! сив соко, вино pyјнo, бјecaн коњ и т. д. Очень красиво начинаются многие эпические песни: или восклицанием (Боже мили, на своему ти фала), или вопросами (Или грми, ил’се земља тресе? Што протужи рано у недељу?), или сравнениями, нередко так называемыми отрицательными:

Два су бора напоредо расла

Међу њима танковрха јeлa;

То не била два бора зелена

Ни међ’ њима танковрха јeлa

Beћ то била два брата рођена:

Meђy њима сестрица Јелица.

Элизия в широком смысле, как и вообще опущение гласного звука в конце или в середине слова, хотя и редко, но допускается сербскими певцами и в некоторых случаях доходит до поразительной смелости. Так, например, возможно употребление ил′ вместо или, м′ вместо ме, с′ вместо се, г′ вместо га, тад′ вместо тада, говор’те вместо говорите и т. п. Сербская народная эпическая песня содержит как правило от 200 до 400 стихов, хотя нередки песни и в 600—700 стихов; встречаются песни в 800—1000 стихов, a «Женидба Максима Црнојевића» имеет даже 1225 стихов.

### Для дополнительного чтения
- Эпос сербского народа / Изд. подг. И. Н. Голенищев-Кутузов. — М.: Изд-во АН СССР, 1963. — 360 с. — (Литературные памятники).
- Эпос сербского народа / Сост. И. Н. Голенищев-Кутузов. — М.: Альма-Матер, 2023. — 384 с. — (Методы культуры: фольклористика). — ISBN 978-5-6047271-1-9.